# Venga a prendere uno show da noi
Venga a prendere uno show da noi è una trasmissione televisiva dedicata alla moda condotta da Cinzia Malvini che ha l'obiettivo di scoprire "il punto di vista dell'italiano medio sul Made In Italy".
Il programma è un talk-show nel quale la conduttrice va in giro per negozi per commentare con persone comuni due sfilate di moda della stagione in corso e degli stilisti italiani più rinomati..
Giunto alla seconda edizione, è trasmesso ogni sabato alle 18.15 su LA7d.